# منتخب أرمينيا لكأس ديفيز
منتخب أرمينيا لكأس ديفيز هو ممثل أرمينيا الرسمي في كرة المضرب في كأس ديفيز.